# 韋特蒂瓦
韋特蒂瓦是哥倫比亞的城鎮，位於該國東北部，由博亞卡省負責管轄，距離索加莫索34公里，始建於1556年10月14日，面積124平方公里，海拔高度2,419米，2005年人口2,413。
5°55′N 72°49′W / 5.917°N 72.817°W